# Sigrid Böge
Sigrid Böge (* 3. Juni 1935 als Sigrid Becken in Lübeck) ist eine deutsche Mathematikerin, die sich mit orthogonalen Gruppen beschäftigt.

## Leben
Böge studierte ab 1954 Mathematik, Physik und Philosophie an den Universitäten Hamburg und München. 1958 erhielt sie ihr Staatsexamen in Hamburg und wurde dort am 7. August 1959 bei Ernst Witt zur Dr. rer. nat. promoviert (Spiegelungsrelationen in orthogonalen Gruppen). Von 1960 bis 1964 war sie wissenschaftliche Assistentin an der Universität Hamburg und wurde am 3. November 1964 an der Universität München habilitiert.
Am 12. März 1965 wurde sie zur Privatdozentin am Mathematischen Institut der Ruprecht-Karls-Universität Heidelberg ernannt. Nach ihrer Umhabilitation am 21. Juli 1965 war sie von September 1965 bis Juni 1966 Gastprofessorin an der State University of New York sowie im Wintersemester 1968/69 Lehrstuhlvertreterin an der Johannes-Gutenberg-Universität Mainz. Zum 16. August 1972 wurde sie wissenschaftlicher Rat und 1978 Professorin (C3) in Heidelberg. Vom 1. April bis 30. Juni 1989 war sie Gastprofessorin an der südfranzösischen Universität Montpellier. Am 30. September 2000 wurde sie emeritiert, die Laudatio hielt Peter Roquette.
1964 heiratete Böge ihren Mathematikerkollegen Werner Böge (1929–2002), der ab 1967 ebenso Professor in Heidelberg war. Die Ehe wurde 1975 geschieden.

## Schriften
- Spiegelungsrelationen in orthogonalen Gruppen in: Journal für die reine und angewandte Mathematik, 210 (1962), S. 205–215, doi:10.1515/crll.1962.210.205, online bei DigiZeitschriften (frei zugänglich).
- Eine Kennzeichnung der orthogonalen Gruppen über Körpern der Charakteristik {\displaystyle \neq 2} in: Abhandlungen aus dem Mathematischen Seminar der Hamburgischen Universität, 26 (1964) S. 211–229, doi:10.1007/BF02992787.
- Eine Bemerkung zur Reduktionstheorie in orthogonalen Gruppen in: Mathematische Annalen, 193 (1971), S. 38–48, doi:10.1007/BF02052853, online bei DigiZeitschriften (frei zugänglich).
- Witt-Invariante und ein gewisses Einbettungsproblem in: Journal für die reine und angewandte Mathematik, 410 (1990), S. 153–159, doi:10.1515/crll.1990.410.153, online bei DigiZeitschriften (frei zugänglich).